# Perwoje glawnoje uprawlenije
Das Perwoje glawnoje uprawlenije (PGU, russisch Первое главное управление; deutsch Erste Hauptverwaltung) oder auch Erstes Direktorat des KGB war eine Abteilung des KGB, welche für die Auslandsspionage zuständig war und bis 1954 die Abteilung Auslandsnachrichtendienst der politischen Staatspolizei GPU bildete.

## Geschichte
Die PGU 1952 ging aus dem vorherigen politischen Auslandsnachrichtendienst der Sowjetunion INO hervor. 1954 wurde diese dem neugegründeten KGB eingegliedert.
Die PGU war bis zum Ende der Sowjetunion deren wichtigster Auslandsnachrichtendienst. Nach der Auflösung der Sowjetunion wurden dessen Tätigkeiten zunächst von der ZSR (Zentralnaja Sluschba Raswedki, dt.: Zentraler Nachrichtendienst) übernommen, die 1991 schließlich im dann neugegründeten Dienst der Außenaufklärung (SWR) aufging.